# Нансемонды

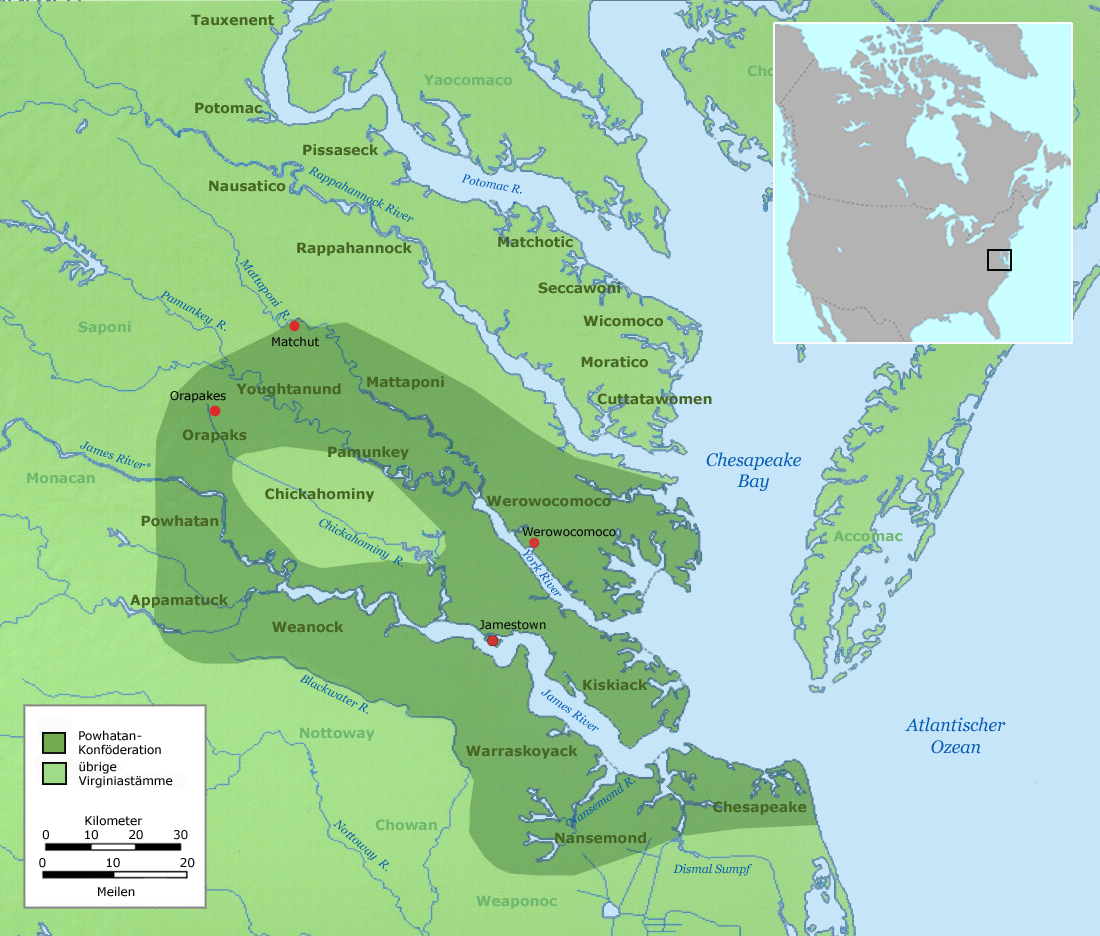
Традиционная территория нансемондов и соседних племён

Нансемонды (англ. Nansemond) — племя североамериканских индейцев алгонкинской языковой группы, являлось одним из племён Поухатанской конфедерации. Традиционные земли племени находились в прибрежном регионе вдоль реки Нансемонд на территории современного американского штата Виргиния. В 2018 году племя получило федеральное признание.

## История
К 1607 году, когда первые английские поселенцы основали Джеймстаун, нансемонды жили в нескольких деревнях, расположенных вдоль реки Нансемонд, название которой в переводе с алгонкинского языка означает Рыболовное место. Они говорили на диалекте алгонкинского языка и были одним из тридцати племён поухатанской конфедерации, политического союза алгонкиноязычных племён, численность которого составляла от 14 000 до 21 000 человек. Отношения между колонистами и нансемондами, и без того напряжённые из-за набегов индейцев, еще больше ухудшились в 1609 году, когда капитан Джон Смит отправил Джорджа Перси и Джона Мартина вместе с группой из шестидесяти колонистов в индейскую деревню. После исчезновения двух англичан люди Мартина и Перси напали на близлежащее поселение нансемондов, где, по словам Перси, они «сожгли их дома, разграбили их храмы, сняли с их амбаров трупы умерших королей и забрали их жемчуга, медь и браслеты, которыми они украшают похороны своих вождей». Англичане также уничтожили все посевы индейцев.
Позднее последовало несколько десятилетий ожесточённого конфликта, который длился с 1610 по 1646 год и стал известен как англо-поухатанские войны. К 1648 году нансемонды жили на северо-западном и южном берегах реки Нансемонд. Большая часть племени приняла христианство и английский образ жизни. В начале XVIII века нансемонды-христиане переехали ближе к Норфолку. Современные члены племени происходят в основном от этой группы.

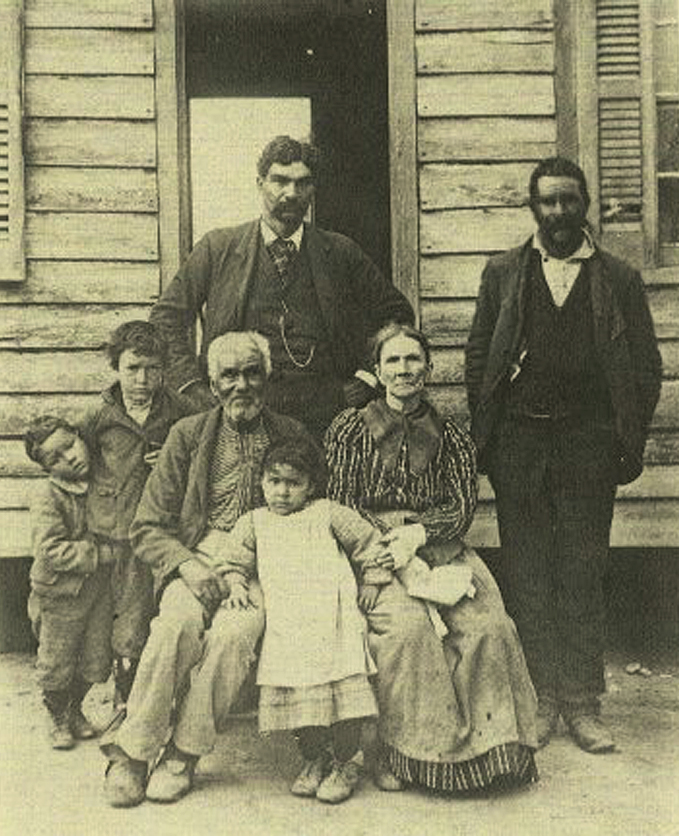
Нансемонды около 1900 года

Не обращенные в христианство нансемонды оставались на своих племенных землях, но на рубеже XVII и XVIII веков, по мере того как всё большее число белых людей переселялось в район реки Нансемонд, членам племени несколько раз приходилось менять свои племенные земли и резервацию. Нансемонды продали свои последние племенные земли в резервации, 300 акров на реке Ноттоуэй в округе Саутгемптон, в 1792 году. К этому времени в живых осталось только трое не обращённых в христианство нансемондов; последний умер в 1806 году.
Самобытность и культура нансемондов, как и других индейских племён Виргинии, оказались под угрозой из-за законодательства, принятого правительством штата в XIX и XX веках. Закон о расовой неприкосновенности 1924 года запрещал межрасовые браки в штате и требовали добровольной расовой идентификации в свидетельствах о рождении и браке. «Белые» определялись как не имеющие следов африканского происхождения, в то время как все остальные люди, включая индейцев, определялись как «цветные» (англ. colored).

## Современное положение
Племя официально организовалось с выборными должностными лицами в 1984 году, а позже подало заявку на признание штатом Виргиния и получило его 20 февраля 1985 года, а 29 января 2018 года племя было признано на федеральном уровне. Племя проводит свои ежемесячные собрания в Индейской объединённой методистской церкви в Чесапике, которая была основана в 1850 году. По состоянию на 2013 год члены племени владели музеем и сувенирным магазином в Чакатаке.

## Население
В 1607 году в племени было около 200 воинов, в 1669 году их осталось лишь 45. В марте 1923 года потомки нансемондов организовали Индейскую ассоциацию Нансемонд (англ. Nansemond Indian Association) с 58 зарегистрированными членами. В 1925 году в Виргинии нансемонды ещё существовали как племя.
Согласно переписи населения США в 2010 году численность племени составляла 152 человека.